# Omar Halleslevens
Moisés Omar Halleslevens Acevedo (La Libertad, 4 de septiembre de 1949) es un militar y político nicaragüense que actuó como vicepresidente de Nicaragua entre el 10 de enero de 2012 y el 10 de enero de 2017.

## Biografía
Nació en La Libertad, el 4 de septiembre de 1949, en el seno de una familia dedicada a la ganadería.
sus padres: Eduardo Halleslevens López; descendiente de mineros radicados en La Libertad (Chontales) de origen alemán, aunque se dedicó a labores agropecuarias, su Madre Doña Rita Acevedo Rivas;  Oriunda de este Municipio, ama de casa.
ambos padres de religión católica.

### Guerrillero sandinista
En 1966, abandonó sus estudios de Farmacia en la UNAN de León para integrarse a la guerrilla del Frente Sandinista de Liberación Nacional (FSLN).
En 1974, integró la columna guerrillera "Juan José Quezada", misma que se ocupó de asaltar la casa de José María Castillo Quant, un alto funcionario durante el régimen de Anastasio Somoza Debayle. El operativo sirvió para negociar la liberación de varios presos políticos, entre ellos Daniel Ortega.
Después del triunfo de la Revolución Popular Sandinista (RPS), el 19 de julio de 1979 recibido el título honorífico de Comandante Guerrillero y el grado militar de Comandante de Brigada.

### Gobierno sandinista 1979-1990
Durante el gobierno sandinista de la década de los 80 del siglo XX, fue jefe de la Dirección Política del Ejército Popular Sandinista (EPS) y luego jefe de Contrainteligencia Militar (CIM), instancia destinada a contrarrestar la labor de inteligencia del enemigo a lo interno de las fuerzas armadas, con funciones de Policía Militar.
Durante la emergencia del Huracán Joan o Juana, que golpeó el Caribe nicaragüense en 1988, dirigió la evacuación de la población civil en la ciudad El Rama.

### Comandante en jefe del EPS
A propuesta del Consejo Militar del EPS, fue ascendido al grado de General de Ejército y nombrado como Comandante en jefe del Ejército de Nicaragua durante el periodo 2005-2010.

### Vicepresidente electo
En las Elecciones generales de Nicaragua en noviembre de 2011 resultó elegido por voto directo como vicepresidente de Nicaragua (2012-2017), siendo compañero de fórmula de Daniel Ortega Saavedra, candidato presidencial por el FSLN.

### Ministro
Fue nombrado en el cargo de Ministro-Delegado para Asuntos Específicos según Decreto Ejecutivo n.º 01-2017 publicado en La Gaceta, Diario Oficial del lunes 16 de enero de 2017 mediante el cual se creó la Delegación Presidencial para Asuntos Específicos.
Las funciones del ministro Delegado del Presidente de La República de Nicaragua son:
1. Coordinar la ejecución de las políticas, planes programas y actividades del Consejo Nacional de Ciencia y Tecnología (CONICYT).
2. Dirigir la ejecución de las políticas, planes, programas y actividades del CONICYT.
3. Asistir a reuniones o actos a nivel nacional e internacional delegado por el presidente de La República.
4. Ejercer las atribuciones legales y asumir las funciones que le delegue el presidente de La República.